# Синхронне плавання на Чемпіонаті світу з водних видів спорту 2017 — дует, довільна програма
Змагання з синхронного плавання в довільній програмі дуетів на Чемпіонаті світу з водних видів спорту 2017 відбулися 18 і 20 липня.

## Результати
Попередній раунд розпочався 18 липня о 19:00. Фінал відбувся 20 липня об 11:00.
Зеленим позначено фіналісток
| Місце | Країна          | Плавчині                                       | Попередній раунд | Попередній раунд | Фінал      | Фінал      |
| Місце | Країна          | Плавчині                                       | Очки             | Місце            | Очки       | Місце      |
| ----- | --------------- | ---------------------------------------------- | ---------------- | ---------------- | ---------- | ---------- |
| 1     | Росія           | Світлана Колесніченко Олександра Пацкевич      | 96.6333          | 1                | 97.0000    | 1          |
| 2     | Китай           | Цзян Тінтін Цзян Веньвень                      | 94.9333          | 2                | 95.3000    | 2          |
| 3     | Україна         | Анна Волошина Єлизавета Яхно                   | 92.8333          | 3                | 93.2667    | 3          |
| 4     | Японія          | Юкіко Інуі Канамі Накамакі                     | 92.6000          | 4                | 93.1333    | 4          |
| 5     | Іспанія         | Она Карбонелл Паула Рамірес                    | 91.3667          | 5                | 91.7333    | 5          |
| 6     | Італія          | Лінда Черруті Констанца Ферро                  | 90.7000          | 6                | 90.5667    | 6          |
| 7     | Канада          | Клаудія Голзнер Жаклін Сімоно                  | 88.9667          | 7                | 89.0000    | 7          |
| 8     | Греція          | Евеліна Папазоглу Євангелія Платаніоті         | 87.3000          | 8                | 87.6333    | 8          |
| 9     | Австрія         | Анна-Марія Александрі Ейріні-Марина Александрі | 86.6333          | 9                | 86.7000    | 9          |
| 10    | Мексика         | Карем Ачач Нурія Діосгадо Гарсія               | 86.4333          | 10               | 86.5333    | 10         |
| 11    | США             | Аніта Альварес Вікторія Воронецкі              | 84.3000          | 11               | 84.1333    | 11         |
| 12    | Казахстан       | Олександра Неміч Катерина Неміч                | 84.2000          | 12               | 83.9000    | 12         |
| 13    | Північна Корея  | Jang Hyon-ok Min Hae-yon                       | 83.7667          | 13               | Не пройшли | Не пройшли |
| 14    | Франція         | Марі Аннекен Солен Люссо                       | 83.6000          | 14               | Не пройшли | Не пройшли |
| 15    | Бразилія        | Луїса Боржес Maria Clara Coutinho              | 82.8333          | 15               | Не пройшли | Не пройшли |
| 16    | Велика Британія | Кейт Шортман Ізабелл Торп                      | 82.5667          | 16               | Не пройшли | Не пройшли |
| 17    | Білорусь        | Ірина Лиманівська Вероніка Єсіпович            | 82.5333          | 17               | Не пройшли | Не пройшли |
| 18    | Нідерланди      | Брег'є де Брауер Нортьє де Брауер              | 80.2000          | 18               | Не пройшли | Не пройшли |
| 19    | Німеччина       | Марлен Боєр Даніела Райнгардт                  | 79.9667          | 19               | Не пройшли | Не пройшли |
| 20    | Угорщина        | Софі Кіш Дора Шварц                            | 79.8333          | 20               | Не пройшли | Не пройшли |
| 21    | Колумбія        | Естефанія Альварес Моніка Аранго               | 79.8000          | 21               | Не пройшли | Не пройшли |
| 22    | Швейцарія       | Максенс Белліна Марія Піффаретті               | 79.7333          | 22               | Не пройшли | Не пройшли |
| 23    | Чехія           | Альжбета Дуфкова Сабіна Лангерова              | 79.2667          | 23               | Не пройшли | Не пройшли |
| 24    | Аргентина       | Каміла Аррегі Трінідад Лопес                   | 76.7000          | 24               | Не пройшли | Не пройшли |
| 25    | Ліхтенштейн     | Лара Мехніг Марлюке Шіершер                    | 76.5000          | 25               | Не пройшли | Не пройшли |
| 26    | Туреччина       | Дефне Бакирчи Місра Гюндеш                     | 76.4667          | 26               | Не пройшли | Не пройшли |
| 27    | Південна Корея  | Lee Ri-young Ум Джі-ван                        | 76.4000          | 27               | Не пройшли | Не пройшли |
| 28    | Сінгапур        | Деббі Со Мія Йон                               | 76.0000          | 28               | Не пройшли | Не пройшли |
| 29    | Словаччина      | Петра Дюрішова Діана Мішкехова                 | 75.8000          | 29               | Не пройшли | Не пройшли |
| 30    | Єгипет          | Самія Хаграсс Дара Тамер                       | 75.5667          | 30               | Не пройшли | Не пройшли |
| 31    | Ізраїль         | Еден Блехер Яел Полка                          | 75.2000          | 31               | Не пройшли | Не пройшли |
| 32    | Малайзія        | Гань Хуа Вей Лі Лі Їнг Хуей                    | 73.7333          | 32               | Не пройшли | Не пройшли |
| 33    | Сербія          | Невена Димитриєвич Єлена Контич                | 73.0667          | 33               | Не пройшли | Не пройшли |
| 34    | Чилі            | Б'янка Консільєре Ісідора Летельє              | 72.3667          | 34               | Не пройшли | Не пройшли |
| 35    | Польща          | Юлія Миколайчак Світлана Щепаньська            | 72.2333          | 35               | Не пройшли | Не пройшли |
| 36    | Болгарія        | Даніела Бозаджиєва Хрістіна Дам'янова          | 72.0667          | 36               | Не пройшли | Не пройшли |
| 37    | Португалія      | Марія Гонсалвеш Шейла Віейра                   | 70.8667          | 37               | Не пройшли | Не пройшли |
| 38    | Коста-Рика      | Фіорелла Кальво Наталія Дженкінс               | 70.5667          | 38               | Не пройшли | Не пройшли |
| 39    | ПАР             | Емма Маннерс-Вуд Лаура Страгнелл               | 67.4667          | 39               | Не пройшли | Не пройшли |
| 40    | Нова Зеландія   | Ева Морріс Джеззлі Томас                       | 66.4000          | 40               | Не пройшли | Не пройшли |
| 41    | Гонконг         | Харука Кавадзо Крісті Пун                      | 65.7333          | 41               | Не пройшли | Не пройшли |
| 42    | Куба            | Мелісса Алонсо Кареліс Вальдес                 | 64.9333          | 42               | Не пройшли | Не пройшли |
| 43    | Філіппіни       | Аллісса Сальвадор Джеміма Тямбен               | 57.5333          | 43               | Не пройшли | Не пройшли |